# 鈴木基史
鈴木 基史（すずき もとし、1959年 - ）は、日本の政治学者。京都大学大学院法学研究科教授。専門は、国際関係論・国際政治経済学。数理的手法も用いながら、国際紛争・協調の実証的分析を行う。他に選挙研究なども手がけている。
法政大学経済学部卒業。サウスカロライナ大学より博士号取得。ノーステキサス大学助教授、関西学院大学総合政策学部助教授・教授を経て、2002年より京都大学大学院法学研究科教授。2020年より日本学術会議会員（第25・26期）。

## 著書
- 『国際関係』（東京大学出版会, 2000年）
- 『平和と安全保障』（東京大学出版会, 2007年）
- 『国際紛争と協調のゲーム』（岡田章京都大学教授との共編著，2013年）
- 『グローバル・ガバナンス論講義』（東京大学出版会，2017年）
- 『国際関係研究の方法』（飯田敬輔東京大学教授との共編著，2021年）
- Globalization and the Politics of Institutional Reform in Japan (Edward Elgar, 2016)
- Games of Conflict and Cooperation in Asia (co-authored with Akira Okada, Springer, 2017)

## 論文

### 雑誌論文
- "The Rationality of Economic voting and the Macroeconomic Regime," American Journal of Political Science, 35:3(1991).
- "Political Business Cycles in the Public Mind," American Political Science Review, 86:4(1992).
- "Partisan Dealignment and the Dynamics of Independence in the American Electorate, 1953-88," British Journal of Political Science, 24:1 (1993).
- "Domestic Political Determinants of Inflation," European Journal of Political Research, vol.23 (1993).
- "Aggregate Vote Functions for the U.S.Presidency, Senate, and House," Journal of Politics, 55:1 (1993).
- "Economic Interdependence, Relative Gains, and International Cooperation," International Studies Quarterly, vol.38 (1994).
- "Evolutionary Voter Sophistication and Political Business Cycles," Public Choice, vol.81 (1994).
- 「合理的選択新制度論による日本政治研究の批判的考察」『レヴァイアサン』19号（1996年）
- 「国際協調と国際レジーム」『総合政策研究』5号（1998年）
- 「政治学における計量分析の問題と展望――選挙研究を事例に」日本政治学会編『年報政治学』岩波書店（1999年）
- 「衆議院新選挙制度における戦略的投票と政党システム」『レヴァイアサン』25号（1999年）
- 「並立制における投票行動研究の統合的分析アプローチ」『選挙研究』15号（2000年）
- 「『新しい戦争』と包括的平和維持概念の可能性と限界」『法学論叢』158巻5・6号（2006年）
- 「民主的平和の発展論的再考と国際制度」『法学論叢』160巻5・6号（2007年）
- 「選挙制度の合理的選択理論と実証分析」『レヴァイアサン』40号（2007年）

### 単行本所収論文
- 「国際協定遵守問題のゲーム理論的分析――多元化した国際システムの軍備管理協定の事例」今井晴雄・岡田章編『ゲーム理論の応用』（勁草書房, 2005年）
- 「朝鮮半島エネルギー開発機構 (KEDO) 設立協定と軽水炉支援協定の政治過程」真渕勝・北山俊哉編『政界再編時の政策過程』（慈学社, 2008年）
- 「駐留軍用地特措法改正の政治過程」真渕勝・北山俊哉編『政界再編時の政策過程』（慈学社, 2008年）
- 「戦略的思考法──北東アジアにおける日本の制度戦略」田中明彦・中西寛・飯田敬輔編『日本の国際政治学（1）学としての国際政治』（有斐閣, 2009年）
- 「民主主義国家と権威主義国家の政策協調と国際制度――公共財理論の視点から」吉田和男・井堀利宏・瀬島誠編『地球秩序のシミュレーション分析――グローバル公共財学の構築に向けて』（日本評論社、2009年）